# ألكسندر بنايوتوف ألكسندروف
ألكسندر بنايوتوف ألكسندروف (بالبلغارية: Александър Александров)‏ (و. 1951 – م) هو رائد فضاء من بلغاريا . ولد في أمورتاغ .

## ريادة الفضاء
شارك في المهمات الفضائية:
- Soyuz TM-5
- Soyuz TM-4.

## جوائز
حصل على جوائز منها:
- وسام لينين
- بطل الاتحاد السوفيتي
- Medal "For Merit in Space Exploration".